# テンプレート
テンプレート（英: template）とは、文書などのコンピュータデータを作成する上で雛形となるデータ、あるいは雛形そのもの。テンプレとも呼ぶ。
最も抽象的なテンプレートは、レイアウトのみのデータで、テキストを流し込むことでレイアウトつき文書となる。
具象的なテンプレートは、それ自体文書であり、数箇所の修正または空白への書き込みで目的の文書となる。
このほか、さまざまな段階がある。
テンプレートから文書を作る工程は、手動の場合も自動の場合もある。
語源は四角形や円などがくりぬいてある定規板で、そこから一定の状態にするという型という意味が生まれた。

## ワープロのテンプレート
ワードプロセッサのテンプレートは、あらかじめ定型的な文章が用意されている。それに名前など必要な部分を埋めこんだり書き換えたりすることによって、体裁の整った文書を簡単に作成することができる。
特に、日本では簡単な文書や、複雑な表組みを備えた帳票など、様々な種類の文書テンプレートが利用されている。
また、ワープロソフトのテンプレート以外でも、マイクロソフトのMicrosoft Excel (エクセル)、パワーポイントを代表とした様々なビジネスソフトを利用して、伝票・帳票・宛名ラベル・はがきなどに印刷するため、それぞれのビジネスソフトのテンプレートファイルも利用されている。
それらのテンプレートファイルは、以前はアプリといっしょに「テンプレート集」として販売されていたが、最近はネット上で広く公開サービスを行っているサイトも多い。

## 電子掲示板のテンプレート
電子掲示板には、容易に長文を書き込むためのさまざまなテンプレート（テンプレ）が出回っている。多くの場合、テンプレ自体も過去になされた書き込みであり、それを部分的に書き換えて使われる。テンプレを基にした書き込みもテンプレと呼ばれることがある。
1つの範疇は、スレッドフロート電子のシリーズ化したスレッドの最初に、スレッド作成者いわゆる >>1 により記述される定型文である。スレッドの性質にもよるが、前スレからの変更がない場合は、前スレのURLなど1 - 2箇所の修正で使えるようになっている。目的やルール、参加するにあたって最低限必要な知識などが含まれており、ひととおり読んでおくことが求められる。長文になる場合やdat落ちなどによる消失を防ぐために参加者のウェブサイト等に転記され、URLのみが記述されることもある。
そのほか、いわゆる「コピペ」の雛形となるテンプレなどがある。

## テンプレートエンジン
テンプレートエンジンは、テンプレートから文書を作る工程を自動化したソフトである。テンプレートに対し、テンプレートに埋め込むデータをデータモデルという。
同じレイアウトのウェブページを大量に生成するときなどに使われる。

## テンプレート構文
テンプレート構文は、プログラミング言語や高レベルな拡張テキストで、繰り返し使われる部分を簡潔に表すための構文である。
テンプレートは空白のかわりにメタ変数を残して定義され、呼び出すときにはメタ変数に入れる識別子や文字列を指定する。
C++などのプログラミング言語で抽象データ構造を定義するために使われるほか、Wikiなどでも{{ABCDE}}のような形で使われる。